# Wydawnictwo Marginesy
Wydawnictwo Marginesy – polskie wydawnictwo z siedzibą w Warszawie.

## Historia
Wydawnictwo powstało w 2008 roku. Założyła je Hanna Mirska-Grudzińska, która wraz z mężem Krzysztofem Grudzińskim kieruje wydawnictwem i pełni funkcję jego redaktorki naczelnej.
W 2014 roku wydawnictwo zostało włączone do Bonnier Books New Markets – firmy będącej częścią szwedzkiej grupy Bonnier AB. Stało się tym samym częścią międzynarodowego konsorcjum, zachowując jednocześnie nazwę, formę działalności i niezależność w kształtowaniu oferty.
Grupa Marginesy, oprócz głównego wydawnictwa, ma także kilka imprintów: w 2019 roku powstało Wydawnictwo Luna, w 2020 – Wydawnictwo Kropka specjalizujące się w literaturze dla dzieci, a w 2025 –  Wydawnictwo Port. Również w 2025 roku Grupa Marginesy włączyła do swoich struktur Wydawnictwo Jaguar, które od tej pory stało się imprintem.

## Działalność
W ofercie Marginesów znaleźć można biografie, autobiografie, powieści polskie i zagraniczne, poradniki, książki kucharskie, a od 2019 roku również komiksy.
Do autorów wydawanych przez Marginesy należeli bądź należą m.in. Wojciech Chmielarz, Ałbena Grabowska, Jakub Ćwiek, Marta Dymek, Zośka Papużanka, Janusz Majewski, Magdalena Zawadzka, Simona Kossak, Jaume Cabré, Isabel Allende, Sylvia Plath, Tove Jansson, Gregory David Roberts (autor powieści Shantaram), Emilia Szelest. Nakładem wydawnictwa ukazały się biografie takich osób, jak: Anna Dymna, Anna Jantar, Anna German, Janusz Gajos, Zuzanna Ginczanka, Frida Kahlo, Tove Jansson, Tamara Łempicka, Astrid Lindgren, Cesária Évora, Kazimiera Iłłakowiczówna, Zofia Nasierowska.
Od lutego 2020 wydawnictwo produkuje podcasty w cyklu „Na marginesach”.
Nad stroną graficzną książek oraz koncepcją graficzną wydawnictwa czuwa Anna Pol.

## Ważniejsze nagrody i nominacje dla wydanych książek
- nagroda Pióro Fredry 2009 za książkę Nasierowska. Fotobiografia Zofii Turowskiej
- nagroda Pióro Fredry 2011 za książkę Zawód: Fotograf Chris Niedenthal
- Książka Wiosny 2011, Nagroda Poznańskiego Przeglądu Nowości Wydawniczych za książkę Zawód: fotograf Chrisa Niedenthala
- Książka Roku 2011, tytuł przyznany przez Magazyn Literacki KSIĄŻKI, za książkę Mała matura Janusza Majewskiego
- nagroda Pióro Fredry 2013 za książkę Gajos Elżbiety Baniewicz
- Książka Roku 2012, tytuł przyznany przez Polską Sekcję IBBY za książkę Oro Marcel&Marcel
- nominacja do Nagrody im. C.K. Norwida 2014 za książkę Jeszcze nie wieczór Kira Gałczyńska
- nominacja do Literackiej Nagrody Nike 2016 za książkę Nieważkość Julii Fiedorczuk
- nominacja i finał Nagrody Literackiej Nike 2017 za książkę Serce Radki Franczak
- Nagroda Złotego Pocisku 2017 za książkę Reguła nr 1 Marty Guzowskiej
- nominacja do Nagrody Wielkiego Kalibru 2017 za książkę Reguła nr 1 Marty Guzowskiej
- nominacja do Nagrody Wielkiego Kalibru 2017 za książkę Oszpicyn Krzysztofa A. Zajasa
- nominacja do nagrody Mądra Książka Roku 2018 za książkę Gdyby nasze ciało potrafiło mówić. Podręcznik użytkownika Jamesa Hamblina
- Nagroda im. Macieja Płażyńskiego 2018 za książkę Kobiety ze Lwowa Beaty Kost
- Nagroda Złoty Pocisk 2019 za książkę Żmijowisko Wojciecha Chmielarza
- Nagroda Czytelników Wielkiego Kalibru 2019 za książkę Żmijowisko Wojciecha Chmielarza
- nominacja do nagrody Złotego Pocisku 2019 za książkę Kości proroka Ałbeny Grabowskiej
- nominacja do Nagrody Wielkiego Kalibru 2019 za książkę Ślepy archeolog Marty Guzowskiej
- nominacja do Nagrody Wielkiego Kalibru 2019 za książkę Cienie Wojciecha Chmielarza
- nominacja do nagrody Złotego Pocisku 2019 za Ryk kamiennego lwa Janusza Majewskiego
- Grand Prix Festiwalu Kryminalna Warszawa 2019 za książkę Żmijowisko
- nominacja w kategorii najlepszy lektor 2018 dla Marcina Popczyńskiego do Nagrody Złotego Pocisku 2019 za książkę Ślepy archeolog Marty Guzowskiej
- nominacja do Nagrody Historycznej POLITYKI 2019 za książkę Służące do wszystkiego Joanny Kuciel-Frydryszak
- nagroda Bestseller Empiku 2019 za książkę Tatuażysta z Auschwitz Heather Morris
- nominacja do Nagrody Wielkiego Kalibru 2019 za książkę Raj Marty Guzowskiej
- nominacja do Paszportu Polityki 2019 za książkę Patyki, badyle Urszuli Zajączkowskiej